# Centre de mise à mort de Brandebourg
Le centre de mise à mort de Brandebourg  (allemand : NS-Tötungsanstalt Brandenburg), officiellement appelé Institut de bien-être public de Brandebourg-sur-la-Havel (Landes-Pflegeanstalt Brandenburg a. H.) est un centre de mise à mort dans le cadre du programme nazi d'« euthanasie involontaire », surnommé Aktion T4. Il fonctionne à partir de 1939.

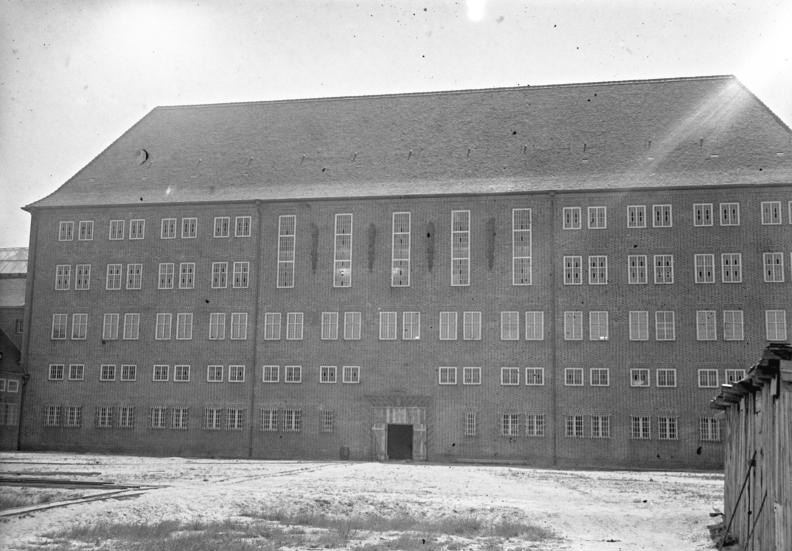
Prison principale peu après sa construction en 1931.

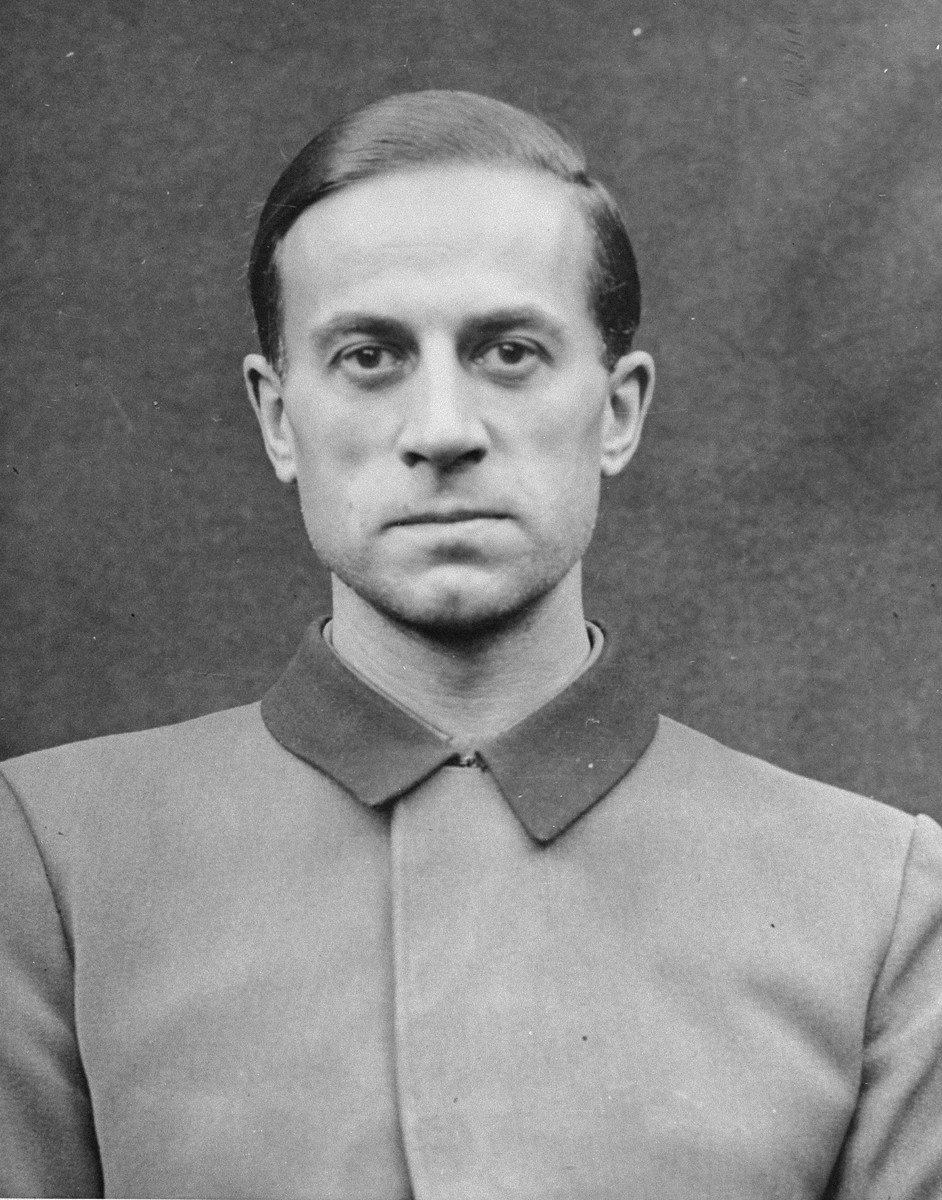
Karl Brandt, médecin de personnel d'Adolf Hitler et artisan de l'Aktion T4.

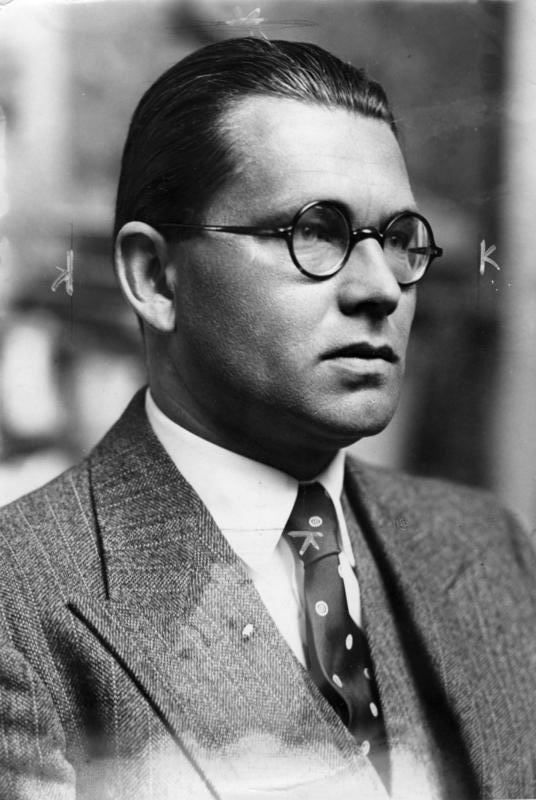
Philipp Bouhler, chef du programme Aktion T4

## Présentation
Le centre de mise à mort est situé à Brandebourg-sur-la-Havel, à l'ancienne prison de la Neuendorfer Straße 90c. Le camp de concentration de Brandebourg était sis dans ces bâtiments d'août 1933 à février 1934.
Un camp de concentration, l'un des premiers établis en Allemagne, se trouvait sur Neuendorfer Straße dans la vieille ville de Brandeburg. Après avoir fermé le camp de concentration à l'intérieur de la ville, les nazis utilisent la prison de Brandebourg, située à Görden, en banlieue de Brandebourg. Par la suite, l'ancienne prison est convertie en centre de mise à mort où les nazis assassinent des personnes atteintes de problèmes mentaux, y compris des enfants. Les exécuteurs surnomment cette opération « Aktion T4 » à cause de l'adresse à Berlin, Tiergartenstraße 4, du siège de cette mécanique planifiée et structurée de prétendue « euthanasie ». Brandebourg-sur-la-Havel fait partie des premières localités du Troisième Reich où les nazis mènent des expérimentations pour tuer leurs victimes par gazage. Ces procédures préfigurent les assassinats de masse commis à Auschwitz et dans d'autres centres d'extermination nazis. Les habitants de Brandebourg ayant protesté contre les fumées du centre d'exécution, les systèmes mobiles de fours crématoires servant à incinérer les cadavres sont mis à l'arrêt. Peu après, les nazis ferment l'ancienne prison.
C'est dans ce centre que Christian Wirth mène ses expérimentations pour développer les chambres à gaz afin d'asphyxier les personnes avec handicap mental ou physique. Les assassinats par exposition au monoxyde de carbone y commencent à partir de janvier 1940, alors que le centre est dirigé par Irmfried Eberl. Les victimes sont convoyées vers le centre sous des prétextes fallacieux, comme la promesse d'un transfert vers un hôpital psychiatrique.

## Nombre de victimes
D'après un tableau compilé en 1942 et découvert en 1945, appelé « statistiques de Hartheim », 9 772 personnes ont péri dans les chambres à gaz au centre de mise à mort de Brandebourg en 1940. 
| 1940 | Février | Mars | Avril | Mai | Juin  | Juillet | Août  | Sept  | Oct   | Total |
| ---- | ------- | ---- | ----- | --- | ----- | ------- | ----- | ----- | ----- | ----- |
|      | 105     | 495  | 477   | 974 | 1,431 | 1,529   | 1,419 | 1,382 | 1,177 | 9,972 |

Ces statistiques ne reflètent que la première phase des mises à mort, dans le cadre de l'Aktion T4, qui a été menée sur un ordre de Hitler daté du 24 août 1941.

### Documentation
- Ernst Klee: Euthanasie" im NS-Staat. Die "Vernichtung lebensunwerten Lebens. Fi-TB 4326, Frankfurt/M. 1985,  (ISBN 3-596-24326-2) (Probevergasung, Hungerkost)
- Ernst Klee (ed.): Dokumente zur "Euthanasie". Fi-TB 4327, Frankfurt/M. 1985,  (ISBN 3-596-24327-0)